# Zákon a pořádek: Útvar pro zvláštní oběti
Zákon a pořádek: Útvar pro zvláštní oběti (v anglickém originále Law & Order: Special Victims Unit nebo Law & Order: SVU) je americký právnický a kriminální televizní seriál. Jeho tvůrcem je Dick Wolf. Je součástí stejnojmenné série seriálů a dalších multimédií. Premiéru měl na americké stanici NBC dne 20. září 1999. Seriál získal a byl nominován na několik cen, včetně ceny Emmy, kterou v roce 2006 získala herečka Mariska Hargitay v kategorii nejlepší herečka v dramatickém seriálu. Aktuálně je nejdelším ne-animovaným seriálem vysílaným na amerických stanicích.
Seriál se zaměřuje detektivy útvaru pro zvláštní oběti v 16. okrsku newyorského policejního sboru. V průběhu vývoje seriálu se seriál také zaměřil na některé prokurátory a mediky. Od první do dvanácté řady hlavní role hráli Christopher Meloni a Mariska Hargitay.
V březnu roku 2019 stanice objednala jednadvacátou řadu seriálu, která měla premiéru dne 26. září 2019. Dvacátá druhá řada bude mít premiéru dne 12. listopadu 2020.

## Obsazení
Do seriálu se konaly konkurzy na jaře roku 1999. Odehrávaly se v Rockefeller Center v New Yorku. Pro hlavní ženskou se ve finálovém kole zvažovaly Samantha Mathis, Reiko Aylesworth a Mariska Hargitay a pro hlavní mužskou roli se zvažovali Tim Matheson, John Slattery, Nick Chinlund a Christopher Meloni.
V devatenácti řadách se několikrát vystřídalo hlavní obsazení a v jednotlivých dílech si zahrálo hostující roli několik herců.
| Obsazení           | Postava              | Pozice                     | Řada        | Řada          | Řada      |
| Obsazení           | Postava              | Pozice                     | Hlavní role | Vedlejší role | Host      |
| ------------------ | -------------------- | -------------------------- | ----------- | ------------- | --------- |
| Christopher Meloni | Elliot Stabler       | detektiv                   | 1–12        |               |           |
| Mariska Hargitay   | Olivia Benson        | poručík                    | 1–          |               |           |
| Richard Belzer     | John Munch           | vyšetřovatel               | 1–15        |               | 15, 17    |
| Dann Florek        | Donald Cragen        | kapitán                    | 1–15        |               | 16        |
| Michelle Hurd      | Monique Jeffries     | detektiv                   | 1–2         | 1             |           |
| Stephanie March    | Alexandra Cabot      | okresní zástupce           | 2–5, 11     | 2, 10, 13     | 6, 19     |
| Ice-T              | Odafin „Fin“ Tutuola | seržant                    | 2–          |               |           |
| Tamara Tunie       | Melinda Warner       | lékařka                    | 7–12        | 2–6, 13–17    | 19        |
| B. D. Wong         | George Huang         | FBI agent                  | 4–12        | 2–3           | 13–15, 17 |
| Diane Neal         | Casey Novak          | vedoucí okresních zástupců | 5–9         | 13            | 12        |
| Adam Beach         | Chester Lake         | detektiv                   | 9           | 8             |           |
| Michaela McManus   | Kim Greylek          | okresní zástupce           | 10          |               |           |
| Danny Pino         | Nick Amaro           | detektiv                   | 13–16       |               |           |
| Kelli Giddish      | Amanda Rollins       | detektiv                   | 13–         |               |           |
| Raúl Esparza       | Rafael Barba         | okresní zástupce           | 15–19       | 14            |           |
| Peter Scanavino    | Dominick Carisi Jr.  | detektiv                   | 16–         | 16            |           |
| Philip Winchester  | Peter Stone          | okresní zástupce           | 19–20       |               | 19        |

## Produkce
Dick Wolf se inspiroval k napsání pilotního dílu vraždou Jennifer Levin, kterou zabil Robert Chambers v Central Parku v New Yorku. Původní název seriálu byl Sex Crimes. Producentům se však název vůbec nelíbil a navrhovali, aby v názvu zůstalo Zákon a pořádek. První díl s názvem „Payback“ měl premiéru 20. září 1999.
V průběhu seriálu se vyměnilo několik výkonných producentů. Jeden z tvůrců seriálu a výkonných producentů Neal Bear seriál opustil seriál po jedenácti letech a rozhodl se podepsat tříletou smlouvu se stanicí CBS. Nahradil ho Warren Leight. V březnu 2015 bylo oznámeno, že Leight podepsal tříletou smlouvu se Sony Pictures Television, ale bude pracovat na ještě jedné řadě. Dne 10. března 2016 bylo oznámeno, že původní producent seriálu Právo a pořádek Rick Eid se připojí k seriálu jako tvůrce a výkonný producent. Seriál opustil v devatenácté řadě, aby se mohl věnovat jinému seriálu, a to Chicago P.D..
Dne 25. března 2017 bylo oznámeno, že Michael S. Chernuchin si zopakuje svojí roli tvůrce/výkonného producenta v devatenácté řadě. Chernuchin byl spolu-tvůrce a výkonný producent seriálu Chicago Justice, ten byl však zrušen po první odvysílané řadě.

### Natáčení
Většina scén se natáčí v různých lokalitách New Yorku. Když se hledaly interiéry vhodné pro seriál, producenti nemohli najít žádné dostupné studio v New Yorku a tak byl vybraná nevyužívaná budova centrálního archívu stanice NBC poblíž North Bergen v New Jersey. Budova byla použitá jako policejní stanice a pro scény v soudní síni. Produkce opustila New Jersey a přesunula se do New Yorku v roce 2010. Přesunuli se do studií v Chelsea Piers, ve kterých se natáčel původní seriál Zákon a pořádek.

## Vysílání
| Řada | Díly | Premiéra v USA     | Premiéra v USA  | Premiéra v ČR      | Premiéra v ČR    |
| Řada | Díly | První díl          | Poslední díl    | První díl          | Poslední díl     |
| ---- | ---- | ------------------ | --------------- | ------------------ | ---------------- |
| 1    | 22   | 20. září 1999      | 19. května 2000 | vysíláno           | vysíláno         |
| 2    | 21   | 20. října 2000     | 11. května 2001 | vysíláno           | vysíláno         |
| 3    | 23   | 28. září 2001      | 17. května 2002 | vysíláno           | vysíláno         |
| 4    | 25   | 27. září 2002      | 16. května 2003 | vysíláno           | vysíláno         |
| 5    | 25   | 23. září 2003      | 18. května 2004 | vysíláno           | vysíláno         |
| 6    | 23   | 21. září 2004      | 24. května 2005 | 11. října 2007     | 19. března 2008  |
| 7    | 22   | 20. září 2005      | 16. května 2006 | 8. ledna 2009      | 11. června 2009  |
| 8    | 22   | 19. září 2006      | 22. května 2007 | 11. listopadu 2009 | 8. června 2010   |
| 9    | 19   | 25. září 2007      | 13. května 2008 | 15. června 2010    | 19. října 2010   |
| 10   | 22   | 23. září 2008      | 2. června 2009  | 26. října 2010     | 15. srpna 2011   |
| 11   | 24   | 23. září 2009      | 19. května 2010 | 3. ledna 2012      | 12. června 2012  |
| 12   | 24   | 22. září 2010      | 18. května 2011 | 20. listopadu 2012 | 28. května 2013  |
| 13   | 23   | 21. září 2011      | 23. května 2012 | 7. července 2014   | 22. září 2014    |
| 14   | 24   | 26. září 2012      | 22. května 2013 | 16. června 2015    | 13. října 2015   |
| 15   | 24   | 25. září 2013      | 21. května 2014 | 19. října 2015     | 2. února 2016    |
| 16   | 23   | 24. září 2014      | 20. května 2015 | 19. prosince 2016  | 22. února 2017   |
| 17   | 23   | 23. září 2015      | 25. května 2016 | 29. srpna 2018     | 21. září 2018    |
| 18   | 21   | 21. září 2016      | 24. května 2017 | 22. září 2018      | 12. října 2018   |
| 19   | 24   | 27. září 2017      | 23. května 2018 | 21. června 2019    | 2. července 2019 |
| 20   | 24   | 27. září 2018      | 16. května 2019 | 14. června 2020    | 26. června 2020  |
| 21   | 20   | 26. září 2019      | 23. dubna 2020  | 17. února 2021     | 27. února 2021   |
| 22   | 16   | 12. listopadu 2020 | 3. června 2021  | 6. září 2021       | 14. září 2021    |
| 23   | 22   | 23. září 2021      | 19. května 2022 | bude oznámeno      | bude oznámeno    |
| 24   | 22   | 22. září 2022      | 18. května 2023 | bude oznámeno      | bude oznámeno    |
| 25   | 13   | 18. ledna 2024     | 16. května 2024 | bude oznámeno      | bude oznámeno    |

## Ocenění
Seriál získal několik ocenění a nominací. Mariska Hargitay byla dvakrát nominovaná na cenu Zlatý glóbus a vyhrála jednou v roce 2005. Hargitay byla také nominovaná na cenu Emmy v kategorii nejlepší herečka v hlavní roli v dramatickém seriálu a to osmkrát za sebou. Cenu vyhrála v roce 2006. Christopher Meloni byl na cenu Emmy nominován v roce 2006. Robin Williams byl nominován v kategorii nejlepší výkon - hostující role (herec) v roce 2008. V kategorii nejlepší výkon - hostující role (herečka) byly nominované Jane Alexander (2000), Tracy Pollan (2000), Martha Plimpton (2002), Barbara Barrie (2003), Mare Winningham (2004), Marlee Matlin (2004), Amanda Plummer (2005), Angela Lansburyová (2005), Marcia Gay Harden (2007), Leslie Caron (2007), Cynthia Nixonová (2008), Ellen Burstyn (2009), Brenda Blethyn (2009), Carol Burnettová (2009) a Ann-Margret (2010). Cenu získala Plummer v roce 2005, Caron v roce 2007, Nixon v roce 2008, Burstyn v roce 2009 a Margret v roce 2010.